# Syzygium balfourii
Syzygium balfourii là một loài thực vật có hoa trong Họ Đào kim nương. Loài này được (Baker) J.Guého & A.J.Scott miêu tả khoa học đầu tiên năm 1980.